# نخلی‌سرخسان
نخلی‌سرخسان (نام علمی: Cycadidae) نام یک زیررده از رده رده دم‌اسبی است.